# Кильб
Кильб (нем. Kilb) — ярмарочная коммуна (нем. Marktgemeinde) в Австрии, в федеральной земле Нижняя Австрия. 
Входит в состав округа Мельк.  Население составляет 2529 человек (на 31 декабря 2005 года). Занимает площадь 45,11 км². Официальный код  —  31514.

## Политическая ситуация
Бургомистр коммуны — Эрнст Ганш (АНП) по результатам выборов 2005 года.
Совет представителей коммуны (нем. Gemeinderat) состоит из 21 места.
- АНП занимает 16 мест.
- СДПА занимает 5 мест.

## Ссылки

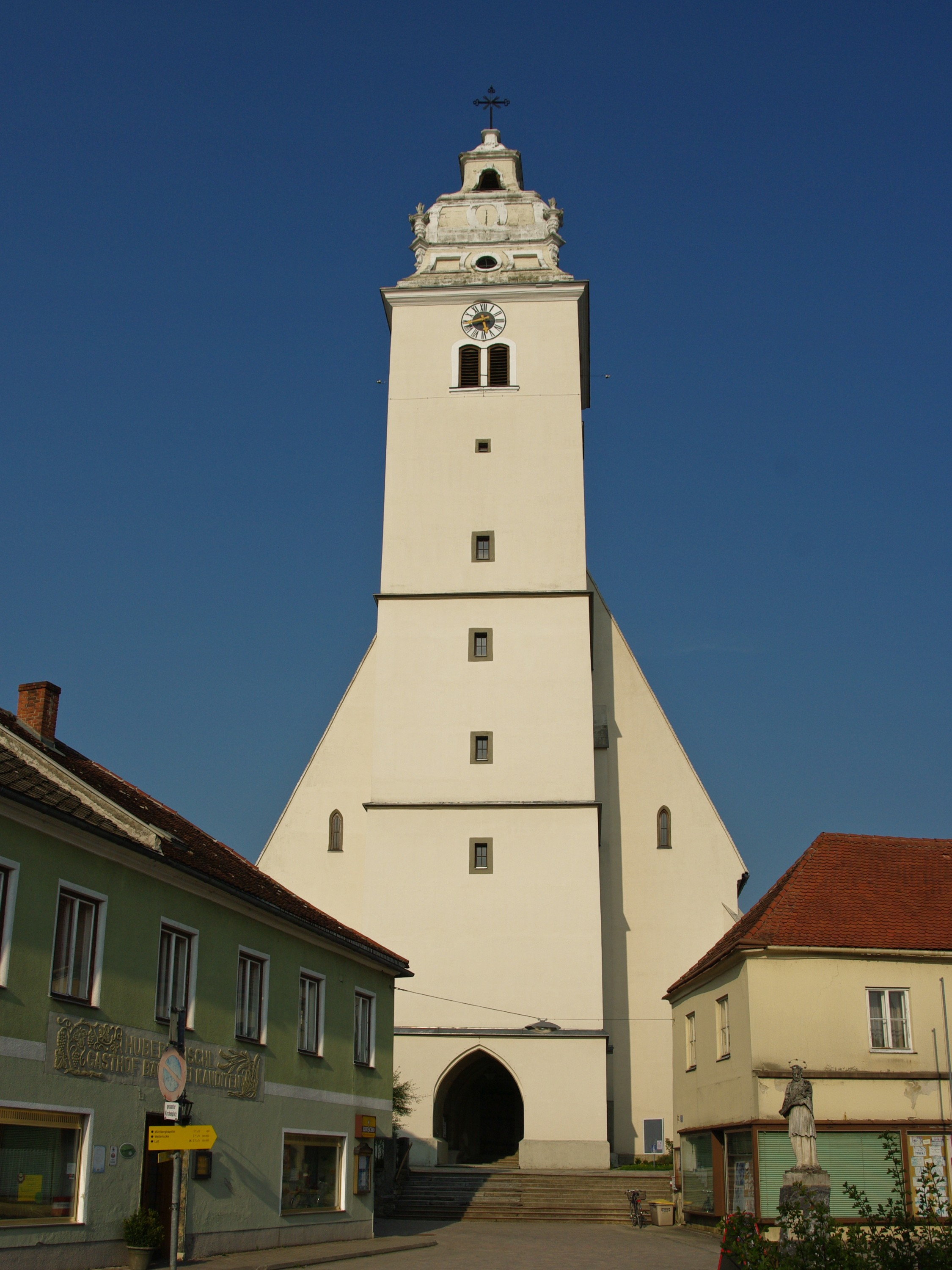
приходская церковь